# Heinrich Deiters
Pour les articles homonymes, voir Deiters.
Heinrich Deiters (né le 5 septembre 1840 à Münster, mort le 29 juillet 1916 à Düsseldorf) est un peintre prussien.

## Biographie
Heinrich Deiters a étudié à l'Académie des beaux-arts de Düsseldorf et appartient à l'École de peinture de Düsseldorf. Il est alors influencé par Andreas Achenbach, Oswald Achenbach et Alexander Michelis. Il devient président de la société générale d'art allemande et participe à l'équipe d'artistes Malkasten.
Il a peint de nombreux paysages atmosphériques de Westphalie, mais aussi de Hollande, Belgique, France et du sud de l'Allemagne, où l'ont dirigé plusieurs voyages d'études.

## Honneur
- Officier de l'ordre de Léopold (8 décembre 1888)[1].

## Source, notes et références
1. ↑  Rédaction, « Ordre de Léopold », Journal de Bruxelles, no 346,‎ 11 décembre 1888, p. 2 (lire en ligne, consulté le 1er mars 2025).

- (de) Cet article est partiellement ou en totalité issu de l’article de Wikipédia en allemand intitulé « Heinrich Deiters » (voir la liste des auteurs).